# Hwasal-2
El Hwasal-2 (coreano: 《화살-2》형; Hanja: 화살-2型; en español: Tipo de flecha 2) es un misil de crucero de Corea del Norte con ojivas Hwasan-31 (화산-31). Este misil fue observado por primera vez en Autodefensa-2021 con otro misil de crucero, el Hwasal-1.

## Descripción
El 23 de febrero de 2023, la Agencia Telegráfica Central de Corea anunció la prueba del misil revelando su nombre como Hwasal-2.